# 久住高原温泉
久住高原温泉（くじゅうこうげんおんせん）は、大分県竹田市久住町（旧国豊後国）にある温泉である。

## 概要
旧久住町役場近くの国道442号沿いにある一軒宿の温泉。温泉は源泉掛け流しで、内風呂は簡素な作りながら、お座敷風呂となっている。露天風呂もあり、内風呂ともども九重連山の眺望がよい。温泉の宅配サービスを行っている。
この温泉を含む旧久住町内の温泉は久住高原温泉郷と総称されており、竹田市の他の地域の長湯温泉及び竹田・荻温泉とともに、竹田温泉群として国民保養温泉地に指定されている。

## 泉質
- ナトリウム - 炭酸水素塩・硫酸塩泉[4]
  - 泉温：50.6℃[4]
  - 源泉数：1[4]
  - 湧出量：50[4]又は100[1]リットル/分
  - 効能：神経痛、皮膚病、リウマチなど[要出典]

※ 効能は万人に対してその効果を保証するものではない。

## アクセス
- 鉄道・バス：JR九州豊肥本線豊後竹田駅から大野竹田バス久住経由長湯温泉行きで約20分、久住支所前停留所下車、車で約10分
- 車：大分自動車道九重ICから国道210号、県道40号、国道442号経由で約36km